# Pseuduvaria macgregorii
Pseuduvaria macgregorii är en kirimojaväxtart som beskrevs av Elmer Drew Merrill. Pseuduvaria macgregorii ingår i släktet Pseuduvaria och familjen kirimojaväxter. Inga underarter finns listade i Catalogue of Life.